# 威爾·塞爾夫
威爾·塞爾夫（1961年9月26日—）是英國小說家和專欄作家。

## 生平小傳
威爾·塞爾夫生於英國英格蘭倫敦。父親彼德·塞爾夫（Peter Self）曾是倫敦政治經濟學院的經濟學家，母親伊萊恩·羅森布魯姆（Elaine Rosenbloom）是美國猶太移民，兄長強納森·塞爾夫（Jonathan Self）亦是作家。威爾·塞爾夫曾表示他幼小時的家庭關係並不愉快，他在三歲時曾企圖離家出走，並在少年時期身染毒癮。
當塞爾夫在牛津大學艾克塞特學院取得哲學學士學位後，他已染上海洛英癮。塞爾夫的首篇短篇小說，1991年出版的《瘋狂的數量理論》，是他離開戒毒中心後所完成的。
塞爾夫兩次結婚，並共有四位子女。

## 獲獎經歷
威爾·塞爾夫的《瘋狂的數量理論》獲得了1993年的費伯紀念獎，《給頑強男孩的堅固玩具》獲得了1998年的阿迦汗小說獎，而《The Butt》獲得了2008年的博林格沃德豪斯喜劇小說獎。

## 著作

### 小說
- 《偉大的猩猩》（Great Apes，1997年）
- 《死人的生活》（How the Dead Live，2000年）
- 《道林：一場模仿》（暫譯，原名Dorian: An Imitation，2002年）
- 《The Butt》（2008年）

### 短篇集
- 《瘋狂的數量理論》（The Quantity Theory of Insanity，1991年）
- 《給頑強男孩的堅固玩具》（Tough, Tough Toys for Tough, Tough Boys，1998年）